# Michael Cloud
Michael Jonathan Cloud (Baton Rouge, 13 maggio 1975) è un politico statunitense, membro della Camera dei Rappresentanti per lo stato del Texas.

## Biografia
Nato in Louisiana, Cloud entrò in politica con il Partito Repubblicano e ne diresse la sezione della Contea di Victoria (Texas) dal 2010 al 2017. Nel 2018 si candidò alla Camera dei Rappresentanti alle elezioni speciali per il seggio lasciato da Blake Farenthold, dimessosi per uno scandalo legato ad accuse di molestie sessuali e all'utilizzo indebito di fondi pubblici per i procedimenti giudiziari a suo carico. Il 30 giugno 2018 batte il democratico Eric Holguin, entrando formalmente al Congresso dal 10 luglio.